# Trephina Gorge Nature Park
Trephina Gorge Nature Park är en park i Australien. Den ligger i territoriet Northern Territory, omkring 1 300 kilometer söder om territoriets huvudstad Darwin. Trephina Gorge Nature Park ligger 651 meter över havet.
Trakten runt Trephina Gorge Nature Park är nära nog obefolkad, med mindre än två invånare per kvadratkilometer.. Det finns inga samhällen i närheten.
Omgivningarna runt Trephina Gorge Nature Park är i huvudsak ett öppet busklandskap. Genomsnittlig årsnederbörd är 274 millimeter. Den regnigaste månaden är februari, med i genomsnitt 65 mm nederbörd, och den torraste är augusti, med 1 mm nederbörd.